# Blagaj (Mostar)
Blagaj is een plaats in de gemeente Mostar in Bosnië en Herzegovina.
Tijdens de oudheid was er in het huidige Blagaj eerst een Illyrisch fort en daarna een Romeins castrum. De Osmanen, die in de vijftiende eeuw meester werden over het oord, hebben lang geheerst over dit gebied. De meeste huizen zijn gebouwd in de Osmaanse stijl.

## Waterbron
In Blagaj, nabij het derwisjoord Blagaj Tekke, bevindt zich ook de Vrelo Bune, de bron van de rivier de Buna. Het is een karstbron, dus de bron wordt gevoed door een ondergrondse waterloop. Het water is zo koud dat er niet in gezwommen kan worden. De rivier de Buna zelf stroomt verder naar Blagaj (het plaatsje zelf), daar stroomt de rivier door het dorp waarna de Buna het dorp uit stroomt en na een paar kilometer uitmondt in de Neretva.
De Vrelo Bune is een van de grootste karstbronnen van Europa.